# Cheng Chong
Cheng Chong (* 24. Dezember 1992) ist eine chinesische Sprinterin.

## Sportliche Laufbahn
Erstmals trat Cheng Chong bei den Hallenasienmeisterschaften 2012 in Hangzhou in Erscheinung. Im 400-Meter-Lauf belegte sie in 56,18 s Rang fünf und gewann mit der chinesischen 4-mal-400-Meter-Staffel in 3:40,34 min die Goldmedaille. Im Jahr darauf wurde sie bei den Asienmeisterschaften in Pune erneut Fünfte über 400 Meter und gewann mit der Staffel in 3:35,31 min die Silbermedaille hinter der Mannschaft aus Indien. 2014 nahm sie erneut an den Hallenasienmeisterschaften in Hangzhou und wurde in 56,86 s wieder Fünfte. Ende September schied sie bei den Asienspielen in Incheon in der ersten Runde aus und gewann mit der chinesischen Stafette in 3:32,02 min die Bronzemedaille. 2015 siegte sie mit der Staffel bei den Asienmeisterschaften im heimischen Wuhan un erhielt damit ein Freilos für die Weltmeisterschaften in Peking, bei denen sie mit 3:34,98 min in der Vorrunde ausschied.
2018 nahm sie erneut an den Asienspielen in Jakarta teil und kam mit der 4-mal-400-Meter-Staffel und der gemischten Staffel jeweils auf den vierten Platz. Nach der dopingbedingten Disqualifikation der siegreichen Bahrainer 2019 wurde die Bronzemedaille in der Mixed-Staffel den Chinesen zugesprochen.
Huang absolvierte ein Studium an der Dezhou University.

## Persönliche Bestleistungen
- 200 Meter: 23,97 s (0,0 m/s), 28. Juni 2015 in Peking
  - 200 Meter (Halle): 25,35 s, 4. März 2016 in Nanjing
- 400 Meter: 52,45 s, 3. September 2017 in Tianjin
  - 400 Meter (Halle): 55,36 s, 29. März 2013 in Peking